# Птичье (озеро, Киев)
Птичье или Луговое или Опечень-4 (укр. Пташине) — озеро, расположенное на территории Оболонского района города Киева. Площадь — 0,008 км² (0,8 га). Тип общей минерализации — пресное. Происхождение — антропогенное. Группа гидрологического режима — бессточное.

## География
Длина — 0,14 км. Ширина наибольшая — 0,07 км. Озеро не используется.
Расположено на правом берегу Днепра западнее 5-го микрорайона жилого массива Оболонь: западнее улицы Богатырской и южнее улицы Луговая. Окружено нежилой застройкой. Одно из системы озёр Опечень, наименьшее в данной группе. Северо-западнее расположено озеро Опечень (Луговое), юго-восточнее — озеро Андреевское (Богатырское).
Озёрная котловина неправильной формы, вытянутая с севера на юг. Озеро создано в результате заполнения водой карьера гидронамыва, созданный при строительстве прилегающего жилого района Оболонь. Берега пологие, поросшие камышовой растительностью. Окружено зелёной зоной.
Озеро загрязнено, как и другие озёра системы Опечень, из-за сброса технических вод с предприятий и жилой застройки Шевченковского, Подольского, Оболонского районов.